# Parcul Național Andohahela
Parcul Național Andohahela, situat în sud-estul Madagascarului, este remarcabil pentru extremele habitatelor care sunt reprezentate în cadrul acestuia. Parcul acoperă 760 km2 (293 mi2) din lanțul muntos Anosy, cel mai sudic pinten al Munților Malgași și conține ultimele păduri tropicale umede din partea de sud a Madagascarului.
Parcul a fost înscris în Situl Patrimoniului Mondial în 2007, ca parte a Pădurilor tropicale ale Atsinananei.

## Istoric
Andohahela este arie protejată din 1939, dar nu a devenit parc național până în 1998.

## Geografie
Parcul Național Andohahela este la 40 kilometri (25 mi) nord-vest de Tôlanaro și la capătul sudic al Munților Malgași. Parcul este împărțit în trei zone. Primul, Malio, variază de la 100 metri (330 ft) la vârful Pic d' Andohahela la 1.956 metri (6.417 ft), și are păduri tropicale dense, cu mai mult de două sute de specii de ferigi arborescente, orhidee, vanilie sălbatică, lemuri și multe păsări. Al doilea, Ihazofotsy-Mangatsiaka, conține pădure spinoasă uscată, cu păsări rare și reptile la altitudini variind de la 100 metri (330 ft) la 1.005 metri (3.297 ft) la vârful Pic de Vohidagoro. A treia zonă, Tsimelahy, se află în principal la o altitudine de 125 metri (410 ft), și conține pădurea unică de tranziție Ranopiso. Munții formează o barieră naturală în calea umedului vânt comercial care suflă dinspre est, provocând pe latura estică o ploaie de 1.500–2.000 millimetrui (59–79 in) pe an, care susține una dintre puținele păduri tropicale de la sud de Tropicul Capricornului. La marginea de vest a parcului, precipitațiile sunt de doar 600–700 millimetrui (24–28 in) pe an, iar vegetația rezultată este o pădure uscată spină caracteristică sudului Madagascarului.
Mai multe circuite din cadrul fiecărui tip de habitat al parcului pot fi accesate pe șosea din orașul Tolagnaro. Informații detaliate privind organizarea călătoriilor sunt disponibile la biroul de informare turistică sau de la biroul Asociației Parcurilor Naționale din Madagascar din Tolagnaro.